# Fritadeira

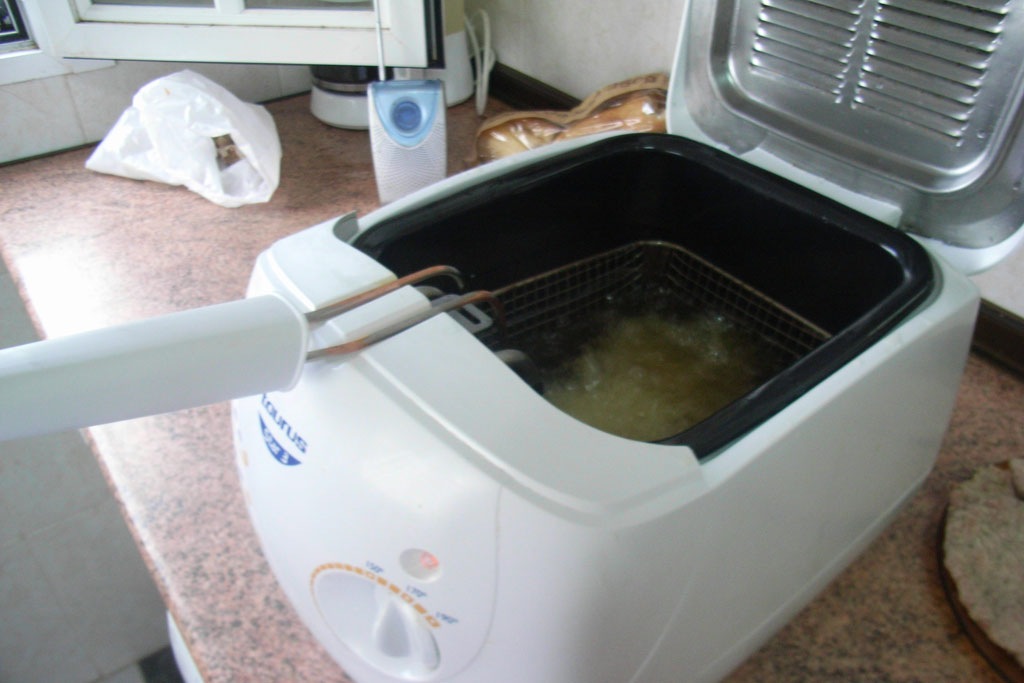
Uma fritadeira doméstica

A fritadeira é um utensílio culinário que serve para fritar alimentos.
As fritadeiras industriais são utilizadas em cozinhas que servem grande número de pessoas, como as casas de comida rápida, enquanto que as fritadeiras domésticas são geralmente muito mais pequenas.
São basicamente formadas por um recipiente onde se coloca o óleo e uma fonte de calor, que pode ser gás ou electricidade. Alguns destes aparelhos têm um cesto de rede metálica para facilitar a retirada dos produtos fritos; caso contrário, é preciso usar uma escumadeira. As fritadeiras eléctricas têm geralmente um termostato para desligar a fonte de calor quando atinge a temperatura desejada.

## Características

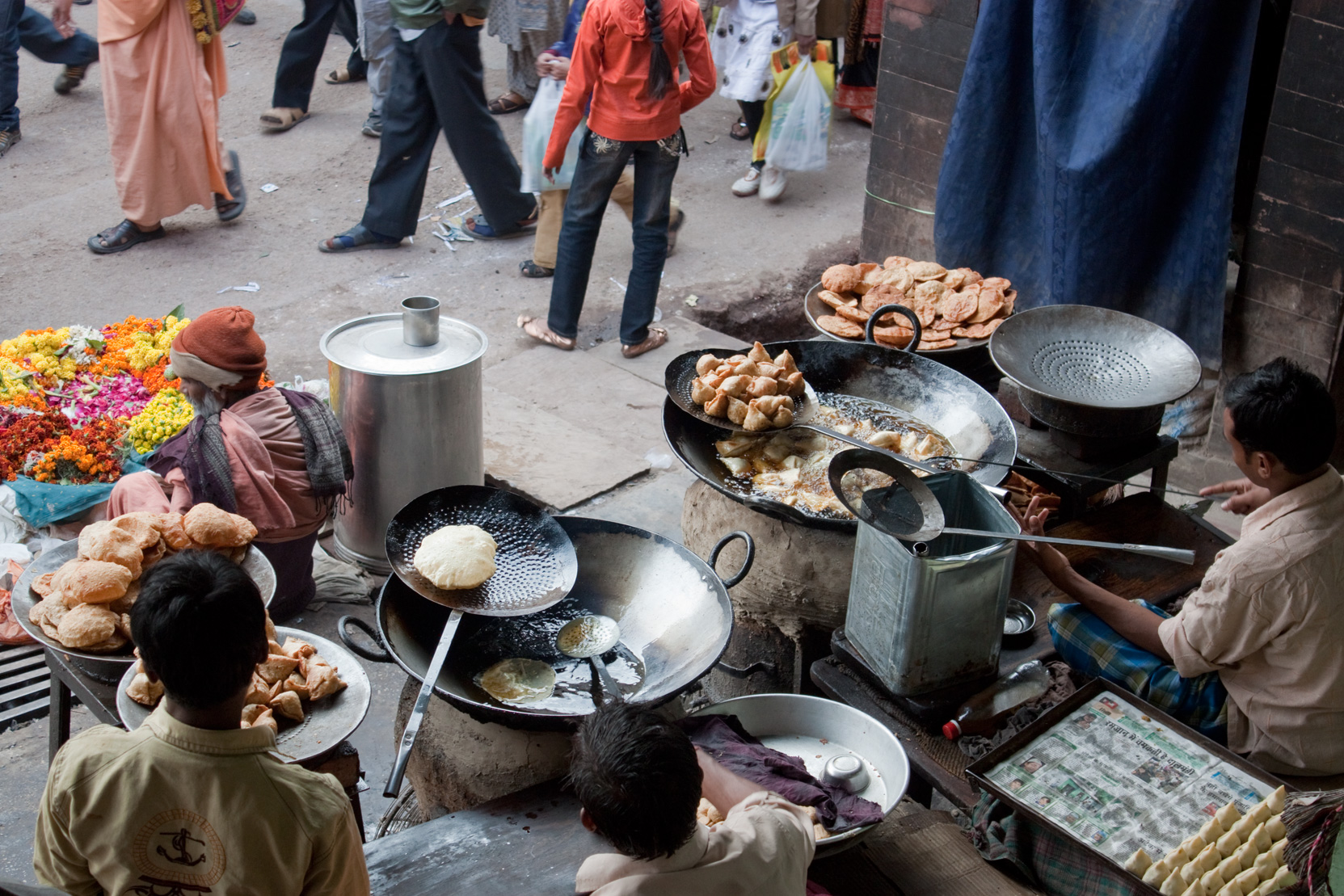
O processo de fritura de alimentos geralmente é realizado em grandes tachos esmaltados ou de alumínio, mercado aberto em Varanasi, Índia.

As fritadeiras geralmente possuem uma cesta para colocar os alimentos no tanque de óleo ou levantá-los quando o alimento terminar de cozinhar. Os cestos para fritadeiras podem ser adquiridos separadamente mas são geralmente padronizados. Existem tipos com temporizadores e alarmes, dispositivos automáticos para levantar e abaixar a cesta dentro e fora do óleo, sistemas de ventilação para eliminar os odores de fritura da cozinha, um sistema de filtragem de óleo ou tratamento químico para melhorar a reutilização da mesma quantidade de óleo e controles de temperatura mecânicos ou eletrônicos que economizam energia e evitam incêndios ao detectar e ajustar continuamente a temperatura do óleo.

## Tipos
A fritadeira comercial moderna tem maior eficiência energética, resultado de melhores sistemas de transferência de calor. Fritadeiras comerciais com aquecimento infravermelho ou aquecimento por convecção são eficientes, mas caras. O aquecimento infravermelho usa um processo de transferência de calor por convecção operando através da circulação de ar, enquanto as fritadeiras convencionais utilizam gases de combustão. Os modelos de fritadeira mais comuns são fritadeiras elétricas e à gás.
As fritadeiras elétricas para restaurantes são populares em modelos de balcão, devido à sua mobilidade e fácil instalação. Eles perdem menos calor do que as fritadeiras à gás, porque seus elementos de aquecimento ficam imersos no óleo e têm um tempo de recuperação de temperatura mais rápido entre os ciclos de fritura. As fritadeiras a gás aquecem mais rapidamente e a uma temperatura de cozimento mais alta do que as fritadeiras elétricas. Eles podem ser movidos a gás natural ou propano, sendo que ambos são fontes de energia geralmente mais baratas do que a eletricidade. Isso torna a energia à gás especialmente popular em fritadeiras de balcão. As fritadeiras comerciais geralmente estão disponíveis em aço-carbono ou aço inoxidável. O aço inoxidável tem menos probabilidade de corroer ou manchar do que o aço carbono. O aço se expande sob o calor, o que pode danificar as soldas com o tempo. Por causa disso, as fritadeiras de aço inoxidável geralmente vêm com uma garantia muito mais longa do que as fritadeiras de aço comum.

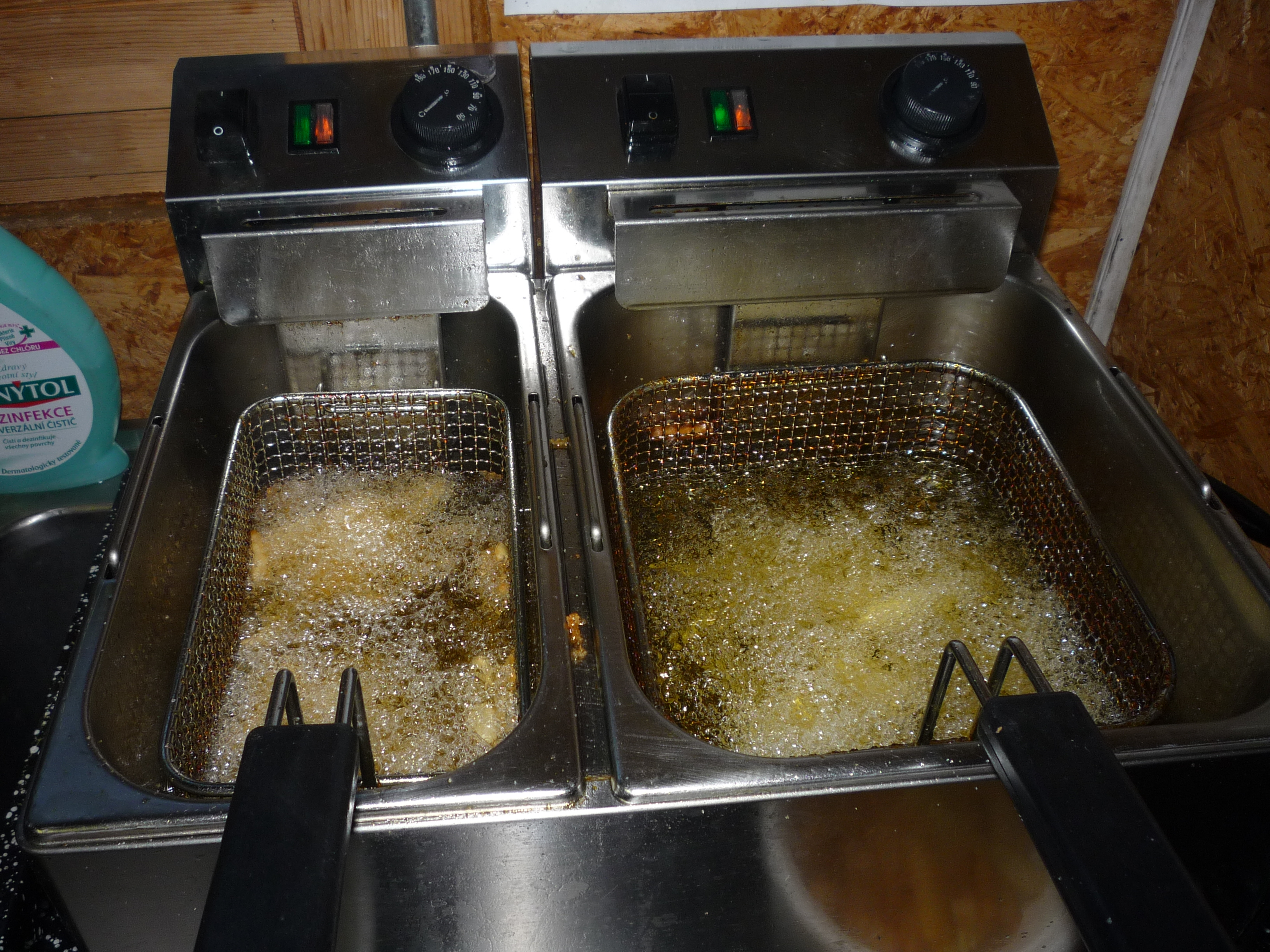
Fritadeiras para restaurantes por exemplo, são maiores e mais equipadas comparadas com as convencionais.

Algumas fritadeiras comerciais têm uma "zona fria" no fundo da frigideira. Nesse local, as partículas de comida, como empanadas ou massa, que afundam, enquanto a temperatura mais baixa evita que queimem. As fritadeiras tubulares tem uma grande zona fria porque os tubos estão ligeiramente acima do fundo da cuba, deixando um espaço generoso para óleo mais frio. Isso é particularmente útil para cozinhar alimentos muito empanados. Uma fritadeira tubular é mais difícil de limpar do que uma frigideira aberta, mas os tubos permitem fácil acesso à fonte de calor. As fritadeiras tubulares costumam ser mais baratas do que as fritadeiras convencionais.
As frigideiras abertas têm uma fonte externa de calor, o que as torna mais fáceis de limpar e permitem um melhor acesso ao óleo, mas geralmente oferecem uma zona fria menor. No entanto, essas fritadeiras funcionam muito bem para alimentos levemente empanados. Fritadeiras de fundo plano para restaurantes (outro tipo de fritadeira aberta) também podem ser difíceis de limpar e não têm zona fria, mas são altamente eficazes para fritar massa. As frigideiras de fundo plano também podem ser usadas com uma inserção de captura de massa que evita que a massa solta queime rapidamente no fundo, onde o calor é aplicado normalmente. Uma armadilha para massa também pode ajudar a evitar que a massa solta seja mexida no óleo e grude nas porções subsequentes de alimentos, a fim de tornar os alimentos mais saborosos e estender a usabilidade do óleo de cozinha.
Algumas fritadeiras domésticas incorporam uma cesta giratória motorizada angular que circula seu conteúdo através do óleo quente. Este design reduz a quantidade de óleo necessária para cerca de metade em comparação com uma fritadeira de design mais tradicional. As fritadeiras domésticas são geralmente muito menores do que as comerciais e geralmente têm uma capacidade de dois a quatro litros.

## Controle de temperatura
Os controles de temperatura para fritadeiras podem ser implementados, mas são incomuns. Sem eles, a fritadeira precisa ser observada de forma consistente para garantir a segurança. Às vezes, existem "controles de temperatura computadorizados" nas fritadeiras no mercado hoje, especialmente em fritadeiras comerciais. Na verdade, algumas fritadeiras modernas possuem controle de desligamento automático, caso a temperatura fique muito alta, o que adiciona outro nível de sofisticação e segurança. É uma boa ideia usar um termômetro separado ou externo, mesmo que o aparelho possua controle de temperatura, para o caso de haver um mau funcionamento e para garantir que a temperatura interna dos alimentos atenda às regulamentações governamentais.

## Sistema de filtração
Um sistema de filtração de óleo, tratamento químico ou pó de terra diatomácea ajudam a remover minúsculas partículas de alimentos que nem sempre são visíveis. Usar esses sistemas dobra a vida útil do óleo. Os sistemas de filtragem de óleo às vezes podem ser adquiridos como uma parte fechada da fritadeira para evitar o envolvimento dos funcionários no processo um tanto perigoso de filtrar o óleo com um sistema externo. Muitos restaurantes usam um sistema portátil de filtragem de óleo para transportar o óleo usado para uma área de disposição. No entanto, mesmo o óleo velho não é totalmente inútil. Existem maneiras (envolvendo outros produtos químicos e maquinários) de "reciclar" o óleo velho como biodiesel que pode mover veículos a diesel. O biodiesel aumenta a segurança energética, resultando em muitos benefícios ambientais e até mesmo ajudando a diminuir as emissões de gases de efeito estufa. Deve-se evitar o despejo de óleos usados, como gorduras e graxas, no ralo, pois isso pode causar acúmulo de alimentos e entupimento de canos, restringindo o fluxo de líquidos. Isso geralmente resulta em restauração e limpeza dispendiosas.

## Acessórios

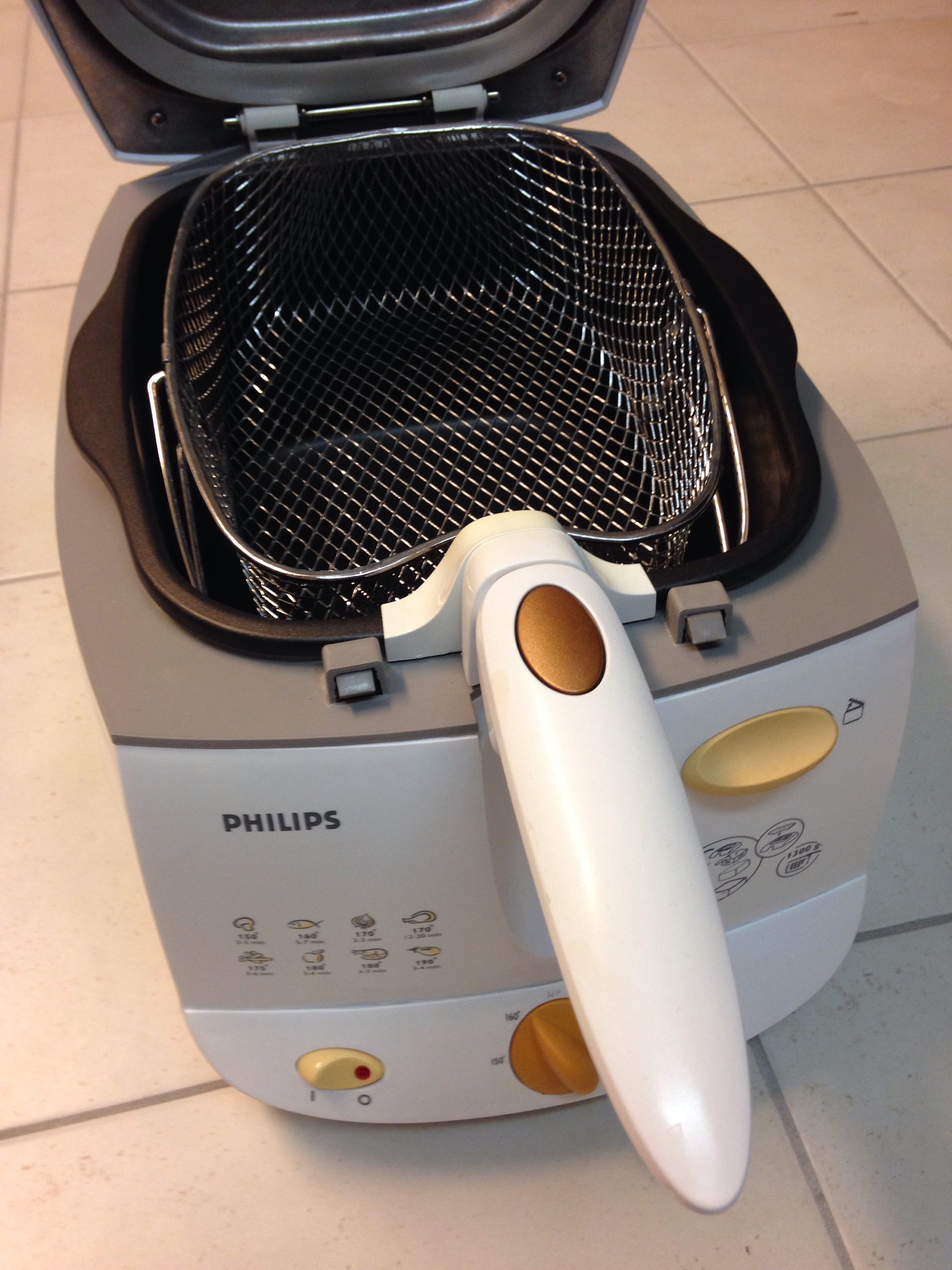
Fritadeira doméstica da Philips.

Os acessórios para fritadeiras são produtos concebidos para melhorar o processo de fritura. Um acessório típico de uma fritadeira é a cesta de fritura, que contém os itens a serem fritos e permite que os usuários retirem os alimentos da fritadeira sem usar outras ferramentas. Uma escumadeira é uma tela (grossa, média ou fina) presa a uma alça e usada para remover alimentos da fritadeira. Um termômetro é um acessório essencial de uma fritadeira porque a temperatura é crítica para obter o alimento com o melhor sabor e garantir que o alimento seja cozido em uma temperatura adequada. Para garantir que a fritadeira permaneça em boas condições, uma solução de limpeza é necessária, enquanto uma bomba e um filtro podem ajudar a manter o óleo limpo. As escovas de limpeza ajudam a raspar os pedaços de comida queimados das laterais e do fundo da fritadeira sem danificá-la.

## Fritadeiras automáticas
A fritadeira automatizada possui um sistema diferente que incorpora uma unidade de cesta única ou unidade de cesta dupla, que pode ser útil para carregar, cozinhar e servir comida. O compartimento de armazenamento refrigerado tem um controlador de porção e dispensador, uma câmara de cozimento separada com um recipiente para fritar. A maioria das fritadeiras automatizadas inclui um sistema de filtragem de ar que elimina o cheiro gorduroso dos alimentos fritos. O sistema também incorpora um controlador microprocessado. Algumas fritadeiras automatizadas têm um recurso automatizado para garantir que os alimentos sejam cozidos de forma consistente na temperatura correta e pelo tempo correto.

## Riscos de incêndio e segurança pessoal
Visto que cozinhar alimentos em altas temperaturas para matar bactérias e patógenos é necessário, medidas cautelares devem ser levadas em consideração. Uma dessas precauções é o uso de água e outras soluções perto de fritadeiras porque a água ou o gelo que se encontram com óleos quentes podem borbulhar e respingar nas superfícies ou objetos próximos. Na verdade, o uso de água ou gelo com óleo quente pode fazer com que a água evapore causando explosões. Isso é comumente referido como o ponto de fulgor e sempre deve ser evitado. É sempre melhor usar um agente químico como um extintor de incêndio ou cobrir o óleo com um objeto não poroso, como uma tampa de metal ou prato, em vez de líquidos como água. Outra precaução a ser considerada ao usar uma fritadeira é garantir que o óleo não transborde quando os alimentos forem colocados na fritadeira e que os alimentos possam ser completamente submersos para garantir um cozimento uniforme, especialmente para alimentos grandes. Se o óleo entrar em contato com fogo do fogão, pode causar incêndios. Outro fator que pode causar incêndios é o ambiente ao redor da fritadeira, por isso, é importante manter a área de trabalho livre de objetos além de posicionar a fritadeira em superfícies lisas para que não derrame. Além disso, o monóxido de carbono pode ser criado a partir da fritura e pouca ventilação podendo causar sufocamento.

## Avanços
Com o tempo, as fritadeiras evoluíram para fritadeiras elétricas ou propano. As fritadeiras elétricas foram introduzidas em 2010, como um dispositivo em forma meio cilíndrico capaz de cozinhar qualquer alimento usando 80% menos gordura do que uma fritadeira à propano comum. As fritadeiras de ar trabalham circulando ar quente em um compartimento fechado, sendo necessário apenas uma pouca quantidade de óleo para fritar. As fritadeiras elétricas também são mais compactas e fáceis de mover, além de serem mais seguras de usar. Recomenda-se que apenas pequenas quantidades de alimentos entrem na fritadeira, pois adicionar muitos pode fazer com que os alimentos cozinhem de maneira irregular, tornando os alimentos crus.